# William King (Politiker)

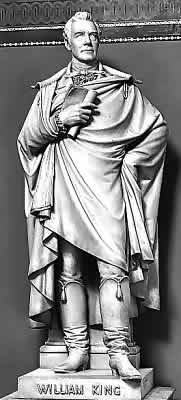
Statue von William King in der National Statuary Hall Collection

William King (* 9. Februar 1768 in Scarborough, Cumberland County, Province of Massachusetts Bay; † 17. Juni 1852 in Bath, Maine) war ein US-amerikanischer Politiker und von 1820 bis 1821 der erste Gouverneur des Bundesstaates Maine.

## Frühe Jahre
Der im heutigen Maine geborene William King besuchte die örtlichen Schulen seiner Heimat. Danach arbeitete er in einem Sägewerk, das er später aufkaufte. Im weiteren Verlauf beteiligte sich King auch am Immobiliengeschäft und in der Schiffbauindustrie. King war Mitglied der Demokratisch-Republikanischen Partei von Thomas Jefferson. Im Jahr 1795 wurde er in das Repräsentantenhaus von Massachusetts gewählt. Zwischen 1803 und 1806 war er erneut in diesem Gremium und von 1807 bis 1811 war er Staatssenator. Bei Ausbruch des Krieges von 1812 wurde King als Generalmajor der Miliz mit der Verteidigung des Maine-Distrikts betraut. Der heutige Bundesstaat Maine war damals Teil von Massachusetts. In Maine setzte sich King ab 1813 für die Trennung des Gebiets von Massachusetts ein. Nachdem er 1816 erneut in den Senat von Massachusetts gewählt worden war, konnte er 1818 die Zustimmung des Parlaments zur Abtrennung von Maine erreichen. Inzwischen war die Angelegenheit aber Gegenstand bundesweiter Diskussionen geworden. Dabei ging es weniger um Maine als um die Frage der Zulassung neuer Staaten und die damit verbundene Frage der Sklaverei. US-Senator Henry Clay konnte dieses Problem im Jahr 1820 mit dem so genannten Missouri-Kompromiss lösen. Danach wurde Missouri als Staat, in dem die Sklaverei erlaubt war und Maine als freier Staat in die Union aufgenommen.

## Gouverneur von Maine
Aufgrund seiner Bemühungen um eine Abspaltung von Massachusetts war King in Maine sehr beliebt und er wurde zum ersten Gouverneur des neuen US-Bundesstaates gewählt. Als Gouverneur musste er eine neue Verwaltung aufbauen. Außerdem erließ er neue Steuergesetze. William King trat sein neues Amt am 15. März 1820 an. Bereits am 28. Mai 1821 trat er wieder davon zurück, nachdem er von Präsident James Monroe zum Sondergesandten in Spanien ernannt worden war.

## Weiterer Lebensweg
Im Jahr 1824 konnte King einen Vertrag mit der spanischen Regierung aushandeln, durch den die USA aus den Wirren um die mexikanische Unabhängigkeit herausgehalten wurden. Zwischen 1831 und 1834 war King Leiter der Zollbehörde in Bath in Maine. Im Jahr 1835 bewarb er sich erfolglos um eine Rückkehr in das Amt des Gouverneurs von Maine. Nach der Umbildung des amerikanischen Parteiensystems in jenen Jahren hatte er sich der Whig Party angeschlossen. Danach zog er sich aus der Öffentlichkeit zurück. William King starb am 17. Juni 1852. Er war mit Ann Frazier verheiratet, mit der er ein Kind hatte. Sein Bruder Rufus King war gleichfalls ein bekannter Politiker.